# 西向天神社
西向天神社（にしむきてんじんしゃ）は、東京都新宿区新宿にある神社である。

## 祭神
- 菅原道真

## 由緒
1228年（安貞2年）に栂尾明恵上人が創建したと伝えられ、社殿が西を向いているため西向天神と呼ばれる。旧・東大久保村鎮守。

## 境内
- 『新宿の女』の歌碑

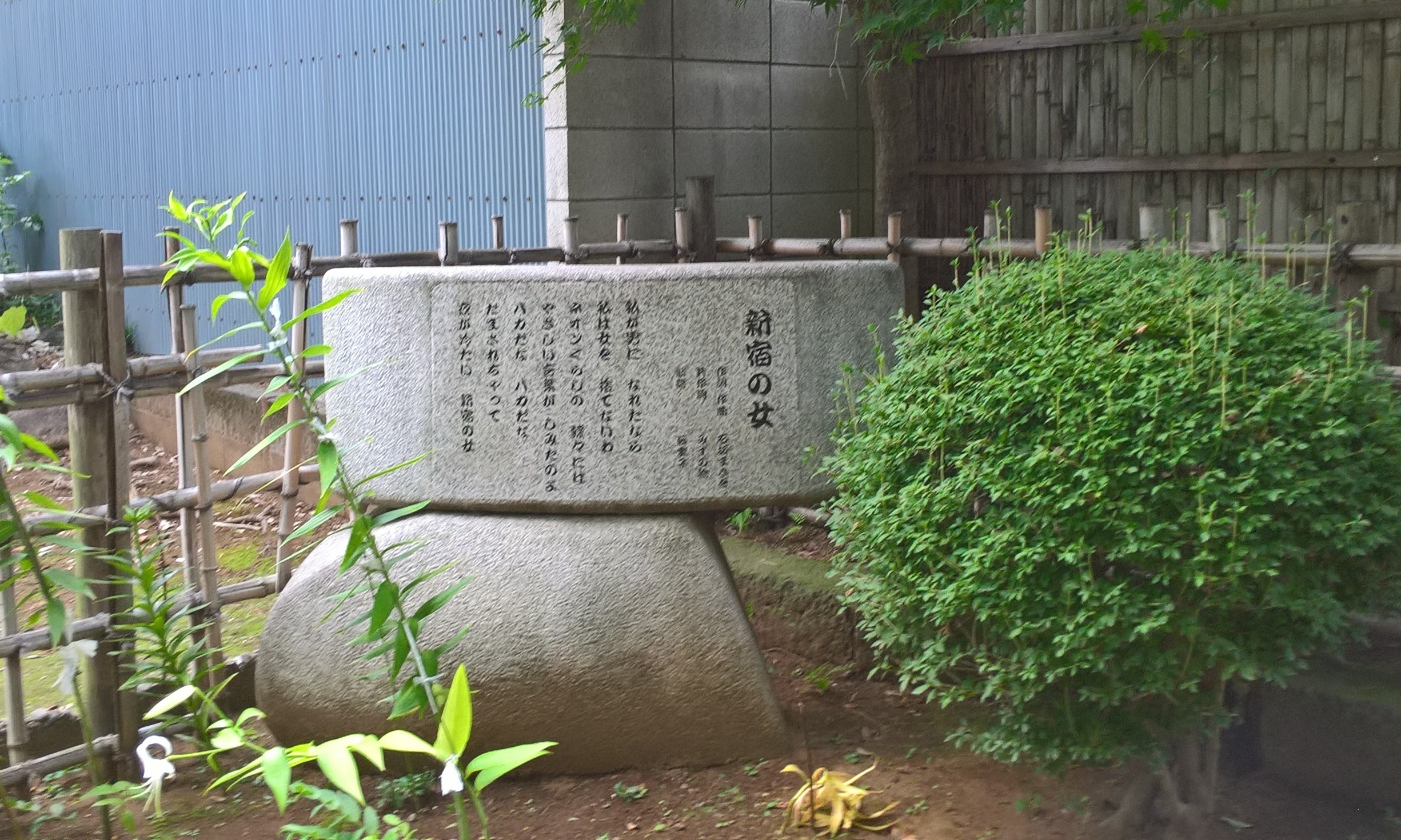
新宿の女歌謡碑。

1999年に石坂まさをの作詞家生活30周年にあたって、藤圭子のデビュー曲『新宿の女』の歌碑が建てられた。
歌碑の背面には建立の由来として「昭和44年（1969）9月25日『新宿の女』でこの西向天神社より２人の若者が旅立って行き、石坂まさをと藤圭子の名は時代を刻み伝説として語られるようになった。心生舎」と記されている。
- 紅皿の墓

天神社に隣接する、元別当寺の梅松山大聖院の一角に、紅皿の墓と中世の板碑がある。
案内標識板には太田道灌の死後、紅皿は尼になって大久保に庵を建て、死後その地に葬られた と記されている。
```
紅皿は太田道灌の逸話に登場する少女。急な雨で雨具を求めた太田道灌に対して、山吹の花を差し出したといわれている。
貧しく蓑すら差し出せなかった少女の行為は古歌『七重八重花は咲けども山吹の実の一つだになきぞ』を踏まえたとのことで、それに気付かなかった道灌は、自分を恥じて歌道に精進するようになった。
```

## 氏子地域
- 新宿区新宿六丁目1～26･27（一部）、七丁目1～25･26（一部）
- 新宿区余丁町（全域）
- 新宿区富久町20～21･22（一部）･23～41

## 所在地
- 東京都新宿区新宿六丁目21-1

## アクセス
- 副都心線・大江戸線東新宿駅下車徒歩3分